# Walter Vandenbossche
Walter Vandenbossche (Anderlecht, 31 juli 1953) is een voormalig Belgisch politicus voor CD&V.

## Levensloop
Vandenbossche studeerde in 1976 af als licentiaat in de rechten aan de Katholieke Universiteit Leuven en werd beroepshalve advocaat.
Voor de toenmalige CVP, sinds 2001 CD&V geheten, werd hij in oktober 1988 verkozen tot gemeenteraadslid van Anderlecht, een functie die hij bleef bekleden tot in 2018. Van 1989 tot 1994 en van 2001 tot 2006 was hij schepen van de Brusselse gemeente: in de eerste periode bevoegd voor Landbouw, Middenstand, Markten, Ambachten, Handel en Nijverheid, in de tweede termijn belast met Middenstand, Cohesie, Cultuur, Onderwijs, Jeugd, Bibliotheken en Kinderdagverblijven. Bij de lokale verkiezingen van 2012 stond hij op de Lijst van de Burgemeester van MR-politicus Gaëtan Van Goidsenhoven in Anderlecht. Enigszins opmerkelijk aangezien hij in de afgelopen legislatuur vaak scherpe kritiek had geuit op het gemeentebestuur en onder andere auteur was van een 'top tien van de grootste kemels van het Anderlechts schepencollege'. Bij de coalitievorming viel deze lijst echter uit elkaar en werd Vandenbossche met zijn partij opnieuw naar de oppositie verwezen.
Vandenbossche behoorde in juni 1989 tot de eerste rechtstreeks verkozen leden van het Brussels Hoofdstedelijk Parlement, waar hij tot in mei 2014 bleef zetelen. In het Brussels Parlement was hij van 1989 tot 1999 en van 2004 tot 2009 fractievoorzitter voor zijn partij en voor korte tijd in 2004 en van 2009 tot 2014 ondervoorzitter. Eveneens zetelde hij van 1989 tot 1995 in de commissie Ruimtelijke Ordening, Grondbeleid en Huisvesting en van 1989 tot 1990 in de commissie Economische Zaken, Energie, Werkgelegenheidsbeleid en Wetenschappelijk Onderzoek, waarvan hij van 2009 tot 2014 voorzitter was, en maakte hij van 1990 tot 2002 en van 2004 tot 2009 deel uit de commissie Financiën, Begroting, Openbaar Ambt, Externe Betrekkingen en Algemene Zaken en van 2010 tot 2014 van de commissie Binnenlandse Zaken. Als verkozene voor de Nederlandse taalgroep zetelde hij tevens in de Raad van de Vlaamse Gemeenschapscommissie, waar hij van 1995 tot 2004 ondervoorzitter was en van 2006 tot 2009 de CD&V-fractie voorzat.
Op 13 juni 1995 legde hij als een van de zes eerst verkozenen van de Nederlandse taalgroep van de Brusselse Hoofdstedelijke Raad de eed af in het Vlaams Parlement. Ook na de verkiezingen van 13 juni 1999 bleef hij via zijn mandaat in de Brusselse Hoofdstedelijke Raad Vlaams volksvertegenwoordiger tot juni 2004. In het Vlaams Parlement zetelde hij van 1995 tot 1997 in de commissie Cultuur en Sport en van 1997 tot 1999 in de commissie Staatshervorming en Algemene Zaken en was hij van 1999 tot 2004 enerzijds vast lid van de commissie Buitenlandse en Europese Aangelegenheden en anderzijds ondervoorzitter van de commissie Brussel en Vlaamse Rand.
Hij was eveneens van 1989 tot 1990 gedelegeerd bestuurder van de Gewestelijke Ontwikkelingsmaatschappij voor het Brussels Hoofdstedelijk Gewest (GOMB) en van 2014 tot 2018 ondervoorzitter van de raad van bestuur van de Gewestelijke Investeringsmaatschappij voor Brussel (GIMB).